# یواس‌اس انوی (ای‌ام-۸۴)
یواس‌اس انوی (ای‌ام-۸۴) (به انگلیسی: USS Annoy (AM-84)) یک کشتی بود که طول آن ۱۷۳ فوت ۸ اینچ (۵۲٫۹۳ متر) بود. این کشتی در سال ۱۹۴۲ ساخته شد.